# 絲綢之路 (NHK紀錄片)
絲綢之路（日语：NHK特集 シルクロード）是日本放送協會（NHK）在1980年代初期拍攝製作的《NHK特集》之一，以絲綢之路主題。全片共兩部，其中第一部與中國中央電視台（CCTV）合作拍攝。該節目從開始構想到完成製作共耗時17年，被譽為日本電視史上的里程碑級作品。因取得巨大反響，其後NHK還製作了《海上絲綢之路》等派生作品，並在21世紀初期製作了《新·絲綢之路》。

## 節目概要
《絲綢之路》這一紀錄片的構想可追溯至1972年9月田中角榮訪華。隨同田中訪華的NHK導演鈴木肇在回到日本後提出了名為《馬可波羅的冒險》的節目企劃書，也是《絲綢之路》的原型。該企劃雖然在NHK內部獲得很大支持，時任放送總局長堀四志雄也向中國政府及中國中央電視台進行取材交涉。但當時中國正處於文化大革命，拒絕了NHK的請求。直到1978年10月鄧小平訪日時，鈴木肇通過鄧小平的秘書直接進行交涉，終於獲得採訪許可。該節目也成為NHK第一個大型國際共同製作節目。
《絲綢之路》第1部的取材開始於1979年8月，自西安市出發，取材中國境內絲綢之路各地的風景和文化。該節目是中國第一次允許外國媒體採訪絲綢之路。1980年4月7日，《絲綢之路》在《NHK特集》首播，第1部共有12集。井上靖、司馬遼太郎、陳舜臣等著名文化人亦有出演該節目，並執筆了相關書籍。司馬遼太郎讚譽該紀錄片是「二戰後日中最豐碩的文化交流成果」。
《絲綢之路》每集均創出20%左右的高收視率，獲得強烈反響。應觀眾「絲綢之路並非僅限中國，而是直到羅馬的商路」的要求，NHK在此後又進行了長期取材交涉，在1983年4月至翌年9月播出了《絲綢之路第2部 前往羅馬之路》（シルクロード第2部 ローマへの道）。其行程自帕米爾高原出發，經印度、巴基斯坦、伊朗、伊拉克、敘利亞、中亞、高加索山脈、土耳其等地，最後到達羅馬，共18集。第2部同樣反映了當時的世界形勢，如因蘇聯入侵阿富汗而未能進入阿富汗取材；兩伊戰爭導致的緊張局勢亦有在節目體現。
節目的旁白是石坂浩二，音樂則由喜多郎擔當。喜多郎因該節目而獲得第18屆銀河賞選獎。

### 集數列表
譯名使用香港無綫電視版本。括號內日期是首播日。

#### 第1部（全12集）
1. 長安古城 （遙かなり長安，1980年4月7日）
2. 黃河千里外（黄河を越えて 〜河西回廊1000キロ〜，1980年5月5日）
3. 沙漠藝廊（敦煌，1980年6月2日）
4. 黑水古城（幻の黒水城，1980年7月7日）
5. 尋找樓蘭古國（楼蘭王国を掘る，1980年8月4日）
6. 越過塔克拉瑪干沙漠（流砂の道 〜西域南道2000キロ〜，1980年9月1日）
7. 于闐 絲綢與玉石的綠洲（砂漠の民 〜ウイグルのオアシス・ホータン〜，1980年10月6日）
8. 火州吐魯番（熱砂のオアシス トルファン，1980年11月3日）
9. 天山火車之旅（天山を貫く 〜南彊鉄道〜，1980年12月1日）
10. 穿越天山南路（天山南路 音楽の旅，1981年1月5日）
11. 天馬之鄉（天馬のふるさと 〜天山北路〜，1981年2月2日）
12. 兩條通往帕米爾之路（民族の十字路 〜カシュガルからパミールへ〜，1981年3月2日）

#### 絲綢之路第2部　前往羅馬之路（全18集）
1. 橫越帕米爾（パミールを越えて，1983年4月4日）
2. 帝王之路（覇王の道，1983年5月2日）
3. 拉達克（秘境ラダック，1983年6月6日）
4. 玄奘天竺之行（玄奘三蔵・天竺の旅，1983年7月4日）
5. 烈日下的伊朗南路（炎熱・イラン南道，1983年8月1日）
6. 沙漠與可蘭（砂漠とコーラン，1983年9月5日）
7. 走過巴格達（バグダッドの彼方へ，1983年10月3日）
8. 從公路到湖泊（湖底に消えた道 〜幻のイシククル湖に潜る〜，1983年11月7日）
9. 穿越大草原（大草原をゆく，1983年12月5日）
10. 大宛天馬（はるかなる大宛 〜天馬を求めて〜，1984年1月9日）
11. 粟特商人（消えた隊商の民 〜ソグド商人を探す〜，1984年2月6日）
12. 撒馬爾罕的光輝歲月（草原の王都 〜サマルカンド・ブハラ〜，1984年3月5日）
13. 穿過卡拉庫姆沙漠（灼熱 黒砂漠 〜さいはての仏を求めて〜，1984年4月2日）
14. 另一條絲路（絹と十字架 〜コーカサスを越えて〜，1984年5月7日）
15. 商旅西移（キャラバンは西へ 〜再現・古代隊商の旅〜，1984年6月4日）
16. 土耳其策馬者（騎馬の道はるか，1984年7月2日）
17. 亞洲邊陲—絲城（アジアの果て 絹の町，1984年8月20日）
18. 條條大路通羅馬（すべての道はローマに通ず，1984年9月3日）

## 派生節目

### 另一條絲綢之路
該節目播出於1981年4月至9月，是將《絲綢之路》第1部拍攝到的映像素材重新編輯為24集的30分節目，在週三晚間22時播出，同樣由石坂浩二擔任旁白，喜多郎擔當音樂:98。該節目內容和本篇不同，按主題分為六個部分:98-99。

#### 集數列表
1. 自然篇・前往黄河上流
2. 同・戈壁荒野
3. 同・羅布泊之謎
4. 同・塔克拉瑪干沙漠－從崑崙到天山
5. 詩篇・旅情
6. 同・戰火
7. 民族篇・多民族之路
8. 同・綠洲之民 維吾爾族
9. 同・騎馬民族的子孫 哈薩克
10. 同・國境的民族－吉爾吉斯和塔吉克
11. 敦煌編・沙漠的大畫廊
12. 同・西域之香
13. 同・印象之窟 塑像
14. 同・執念之美 壁畫
15. 同・17窟之謎
16. 綠洲點描 SL暴走　2500公里
17. 同・風和砂和人－現代西域南道
18. 同・草原之道－現代天山北路
19. 同・熱沙之道－現代天山南路
20. 文物編・來自地下的消息
21. 同・干屍的微笑
22. 同・尋找王國
23. 同・探訪流出文物－美國・西德・瑞典
24. 同・探訪流出文物－英國・法國・蘇聯

### 海上絲綢之路
《海上絲綢之路》自1988年4月開始播出，也可視為《絲綢之路》的第三部作品。節目製作的契機是《絲綢之路第2部》的製作人員在地中海東部海域發現大量雙耳瓶，促成日本和敘利亞共同創建了調查團，勘探海底遺跡，亦使得《海上絲綢之路》的企劃得以具體化。《海上絲綢之路》從地中海的海底遺跡挖掘現場出發，經尼羅河至紅海，經葉門穿越阿拉伯海至印度、斯里蘭卡，經馬來半島後沿越南的海岸線北上，最後從南海進入中國並回到絲綢之路起點長安。旁白由伊武雅刀，音樂由神思者擔當。

#### 集數列表
序章 跨越波濤（波濤を越えて，1988年4月23日播出）
1. 自海底出發（海底からの出発，1988年4月24日播出）
2. 尼羅河・熱沙的海道（ナイル・熱砂の海道，1988年5月29日播出）
3. 幸福阿拉伯（ハッピー・アラビア，1988年6月26日播出）
4. 辛巴達之船（帆走・シンドバッドの船，1988年7月31日播出）
5. 十字架的冒險者（十字架の冒険者，1988年8月28日播出）
6. 印度胡椒海岸（インド胡椒海岸，1988年10月2日播出）
7. 佛陀和宝石（仏陀と宝石，1988年10月30日播出）
8. 越過黄金半島（黄金半島を越える，1988年11月27日播出）
9. 海道的王國（海道の王国，1988年12月25日播出）
10. 中國之門（中国の門，1989年1月29日播出）
11. 戎克船赴海都（ジャンク　海都をいく，1989年2月26日播出）
12. 回到長安 〜遙遠的長江之旅〜（長安に還る 〜遥かなる長江の道〜，1989年3月26日播出）

## 重播
作為2005年廣播開始80週年紀念事業的一部分，NHK在2005年對《絲綢之路》進行數位修復，並重新播出。2019年9月，NHK在BS4K頻道播出了4K解析度修復版的《絲綢之路》，並於同年11月在綜合頻道播出2K版。

## 相似节目
- 絲調之路，2016年由英国广播公司（BBC）拍攝製作的紀錄片，共三集。
- 新·絲綢之路：日本放送協會的紀念廣播開始80週年事業的一部分，分為「中國篇」和「動盪的大地紀行」。中國篇共10集，由NHK和CCTV共同製作，在2005年於NHK首播，2006年於CCTV首播。動盪的大地紀行共7集，在2007年播出。